# طلالی
طلالی، روستایی از توابع بخش مرکزی، دهستان گاوکان، شهرستان ریگان،در استان کرمان ایران است.

## جمعیت
این روستا در دهستان گاوکان قرار دارد و براساس سرشماری مرکز آمار ایران در سال ۱۳۸۵، جمعیت آن ۱۶ نفر (۴خانوار) بوده‌است.